# Michał Budzyński
Michał Budzyński (ur. w 1811, zm. 7 sierpnia 1864) – polski poeta i tłumacz, brat Wincentego.
Brał udział w powstaniu listopadowym i galicyjskim ruchu spiskowym. W latach 1834–1836 więziony, w 1837–1850 na emigracji. W Paryżu związany z obozem księcia Adama Jerzego Czartoryskiego, z polecenia którego przebywał w latach 1845–1848 na Bliskim Wschodzie i w Rzymie. Organizator polskiego oddziału w służbie włoskiej w 1848 roku.
Autor wierszy (Pierwiosnki 1839), przekładów Byrona i Friedricha Schillera (Dzieła dramatyczne..., t. 1-4 1843–1844) i wspomnień Z mojego życia (1880).

## Literatura dodatkowa
- Helena Więckowska: Budzyński Michał. W: Polski Słownik Biograficzny. T. 3: Brożek Jan – Chwalczewski Franciszek. Kraków: Polska Akademia Umiejętności – Skład Główny w Księgarniach Gebethnera i Wolffa, 1937, s. 104–105. Reprint: Zakład Narodowy im. Ossolińskich, Kraków 1989, ISBN 83-04-03291-0